# Aikijujutsu Yoseikan
El Aikijujutsu Yoseikan' (合気柔術 養正館) es una síntesis a partir del Yoseikan tradicional del Maestro Minoru Mochizuki, con apartados añadidos procedentes del Daito ryu Aikijujutsu. Su objetivo es transmitir las antiguas técnicas de Aikijujutsu anteriores a la fundación del Aikido actual, y mantener su eficacia, desde el concepto y el prisma evolutivo del Yoseikan Dojo del maestro Mochizuki Minoru.

## Historia
El origen del Daito Ryu Aikijujutsu se remonta al Japón del siglo XI, cuando Yoshimitsu no Minamoto fundó el arte marcial, su nieto Yoshimitsu, Nobuyoshi al mudarse cambia su apellido por takeda iniciando así uno de los linajes de samuráis más antiguas y respetados de Japón, este clan permanece en el feudo de kai hasta que Takeda Shingen (1521-1573) inicia una gran expansión de sus dominios hasta que empieza a rivalizar con los Damyos Tokugawa Ieyasu y Oda Nobunaga hasta que estos dos se alían en contra del clan Takeda, que en aquel entonces era uno de los más poderosos de Japón y acaban derrotando a los Takeda que se exilian en el feudo de Aizu perdiendo el clan Takeda todo el gran poder que habían obtenido.Las técnica del Daito ryu empiezan a organizarse en el siglo XVIII, posteriormente Japón vive una serie de sucesos como el bloqueo del puerto de Tokio por parte del comodoro Matthew Perry que obligan al país del sol naciente a occidentalizarse rápidamente por miedo a una posible colonización por parte de alguna de las potencias europeas, entonces el emperador inició la restauración Meiji con la cual se abolía el poder feudal y la clase Samurái, una parte importante de los clanes Samuráis entre las cuales estaba el clan Takeda se rebeló contra el Emperador y proclamó su fidelidad al Shogunato Tokugawa iniciando así la guerra Boshin. Con la derrota de los samuráis casi todo el clan Takeda murió, pero Sōkaku Takeda nieto de Soemon Takeda de nueve años no se encontraba en el castillo durante la batalla de Aizu por lo que pudo salvarse y seguir el linaje del clan.
Durante muchos años Sokaku viajó por todo el país viviendo del dinero que ganaba dando seminarios, hasta que en 1915 en una posada de Hokkaido se encuentra con un joven Morihei Ueshiba, con el que inicia una relación que duraría muchos años. Morihei Ueshiba provenía de una adinerada familia de Wakayama (actualmente Tanabe), pudiendo así haber estudiado diversos artes marciales desde pequeño como: Tenjin Shin'yō-ryū jujutsu, Gotō-ha Yagyū Shingan-ryū kenjutsu, Sumo, Kito-ryu jujutsu, Aioi-ryu, Shingake-ryu, Hozoin-ryu (lanza)sojutsu, Kodokan Judo, entre muchas otras.

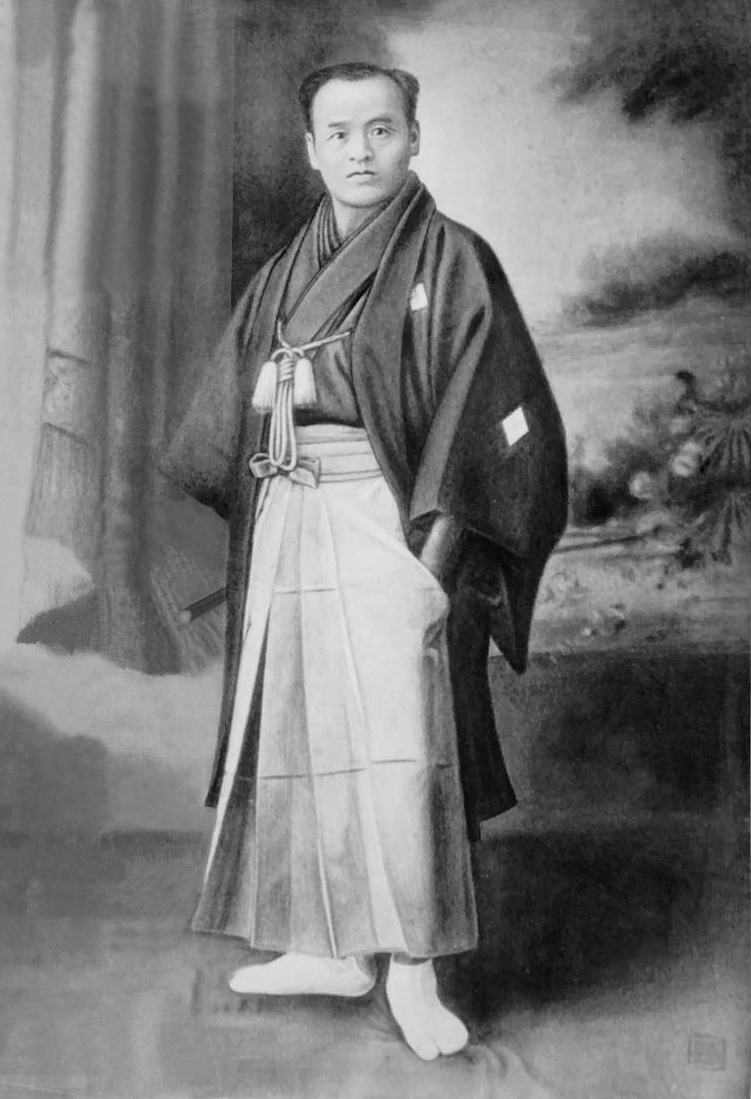
El maestro de Daito Ryu Aiki Jujutsu Sokaku Takeda.

Ueshiba estuvo muchos años enseñando Daito ryu y en 1922 recibió el Kyōju Dairi, Ueshiba enseñó a muchos artistas marciales de la época como:Kenji Tomiki, Gozo Shioda, Takuma Hisa, Inoue Noriaki..etc. En 1930 Jigorō Kanō fundador del Judo, envió a Minoru Mochizuki a estudiar con Morihei Ueshiba Daito Ryu, dado que Mochizuki tenía una amplia experiencia en el Budo: Gyokushin ryû jûjutsu, Shintô Muso ryû Jojutsu, Muso Shinden ryû, Tenshin Shoden Katori Shinto ryu, Judô, Karate, Kenpo mongol, y Kenjutsu, pronto se convierte en uno de los mejores alumnos de Ueshiba y en el jefe de los Uchi-Deshi de su dojo.
En 1931 Mochizuki funda el Yoseikan su propio concepto de Budo que más tarde daría nombre a su dojo, el Yoseikan Dojo donde se practica Aikido Yoseikan, Judo, Karate, Katori shinto ryu. En España, sus máximos exponentes son el maestro José Miranda, hanshi 7º dan (Girona)y el maestro Juan Antonio Salas, renshi 5º dan (Cádiz).